# Kazimierz Henryk Angerman

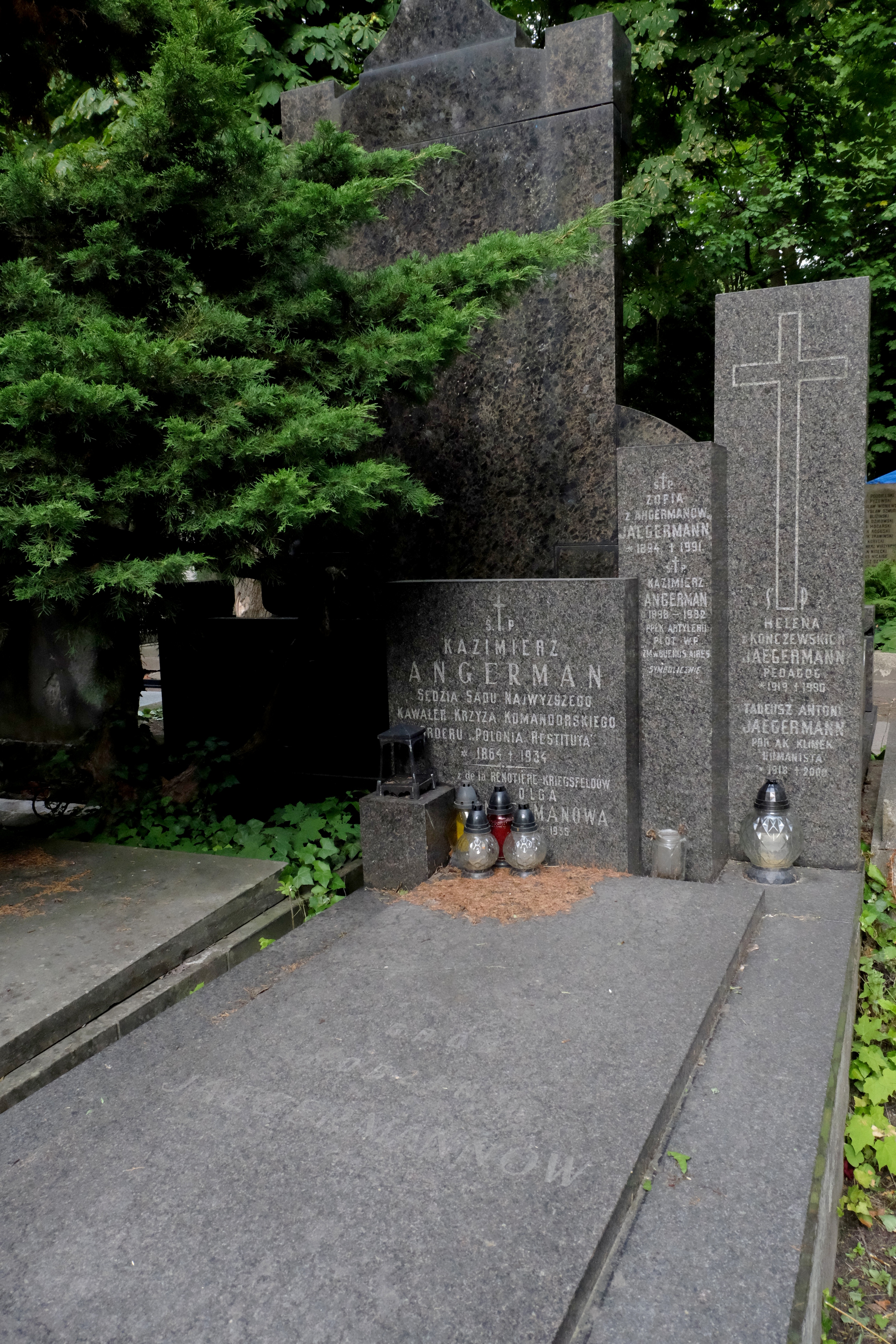
Symboliczny grób Kazimierza Henryka Angermana na cmentarzu Powązkowskim w Warszawie

Kazimierz Henryk Angerman (ur. 29 października 1898 w Kołomyi, zm. 29 maja 1982 w Buenos Aires) – podpułkownik artylerii Wojska Polskiego.

## Życiorys
Urodził się 29 października 1898 w Kołomyi, w rodzinie Kazimierza Konstantego (1864–1934) i Olgi z domu de la Renotiere-Kriegsfeld (1874–1935).
Po zakończeniu I wojny światowej i odzyskaniu przez Polskę niepodległości został przyjęty do Wojska Polskiego. Awansowany do stopnia porucznika artylerii ze starszeństwem z dniem 1 czerwca 1919. W 1923 był oficerem 11 pułku artylerii polowej w Stanisławowie. Następnie awansował do stopnia kapitana artylerii ze starszeństwem z dniem 15 sierpnia 1924. W 1924 i 1928 był oficerem 1 pułku artylerii przeciwlotniczej w Warszawie. W latach 20. był członkiem Wojskowego Klubu Samochodowego i Motocyklowego. W 1932 był drugim, po komendancie mjr. Ireneuszu Kobielskim, oficerem Centrum Wyszkolenia Artylerii Przeciwlotniczej. Do 1 czerwca 1932 wykonywał obowiązki służbowe w Departamencie Artylerii Ministerstwa Spraw Wojskowych, przydzielony czasowo z CWAP. Później został awansowany do stopnia majora i pełnił stanowisko szefa Wydziału Broni Przeciwlotniczej w Dowództwie Obrony Przeciwlotniczej MSWojsk.
Po wybuchu II wojny światowej podczas kampanii wrześniowej zajmował stanowisko szefa sztabu Dowództwa Obrony Przeciwlotniczej Kraju w MSWojsk. Po przedostaniu na zachód został oficerem Polskich Sił Zbrojnych na Zachodzie. Od 1942 do 1945 w stopniu podpułkownika artylerii był dowódcą 8 pułku artylerii przeciwlotniczej uczestniczącego w kampanii włoskiej.
Po wojnie napisał książkę pt. Zarys historyczny artylerii przeciwlotniczej, wydaną w Buenos Aires w 1973.
Zmarł 29 maja 1982. Został upamiętniony inskrypcją symboliczną w grobowcu rodziców na cmentarzu Powązkowskim w Warszawie (kwatera 108-2-25).
Jego żoną była Irena z domu Frankowska (1890–1937). Drugą żoną była Zofia z domu Neuhoff, primo voto Hoffman, adwokat, pułkownik Pomocniczej Służby Kobiet (zm. 1977 w Buenos Aires).
7 sierpnia 2024 Stanisław Wziątek, w zastępstwie ministra obrony narodowej, podpisał decyzję nr 95/MON w sprawie nadania 8 Koszalińskiemu Pułkowi Przeciwlotniczemu imienia patrona – ppłk. Kazimierza Angermana.

## Ordery i odznaczenia
- Krzyż Walecznych (czterokrotnie)
- Złoty Krzyż Zasługi (11 listopada 1937)[19]
- Srebrny Krzyż Zasługi (10 listopada 1928)[20]
- Krzyż Pamiątkowy Monte Cassino nr 36544[21]
- Krzyż Oficerski Orderu Imperium Brytyjskiego (27 maja 1945)[21]
- Medal 10 Rocznicy Wojny Niepodległościowej (Łotwa)[22]